# Astragalus argentinus
Astragalus argentinus là một loài thực vật có hoa trong họ Đậu. Loài này được Manganaro miêu tả khoa học đầu tiên.